# 長肩鰓䲁
長肩鰓鳚（学名：Omobranchus elongatus），又名狗鰷，为輻鰭魚綱鳚形目鳚科肩鰓鳚屬下的一个种，分布印度西太平洋區，從坦尚尼亞、莫三比克至新幾內亞海域，深度0至2公尺，本魚體細長且側扁，頭部短鈍，身體上有不規則條紋，背鰭硬棘12-14枚、背鰭軟條17-20枚、臀鰭硬棘2枚、臀鰭軟條21-23枚，體長可達5公分，棲息在河口區，以藻類及浮游生物為食，生活習性不明，可做為觀賞魚。